# NHL Expansion Draft 1970
Der NHL Expansion Draft 1970 wurde am 9. Juni 1970 von der National Hockey League ausgetragen. Der Draft war notwendig geworden, da die Liga vor der Saison 1970/71 mit den Buffalo Sabres und den Vancouver Canucks um zwei Teams aufgestockt wurde.

## Regeln
Da die Kader der beiden neuen Franchises mit Spielern gefüllt werden mussten, war es nötig, dass die beiden neuen Teams Spieler aus den bestehenden NHL-Teams auswählen durften. Die 12 alten NHL-Teams hatten jedoch das Recht, eine gewisse Anzahl an Spielern zu sperren, also nicht für diese Wahl verfügbar zu machen, sodass sie ihre Starspieler behalten konnten.

## Expansion-Draft-Ergebnisse

### Drafts der Buffalo Sabres
| Nr. | Spieler              | Ehemaliges Team     |
| --- | -------------------- | ------------------- |
| 1.  | Tom Webster (RW)     | Boston Bruins       |
| 2.  | Al Hamilton (D)      | New York Rangers    |
| 3.  | Don Marshall (C)     | New York Rangers    |
| 4.  | Tracy Pratt (D)      | Pittsburgh Penguins |
| 5.  | Jim Watson (D)       | Detroit Red Wings   |
| 6.  | François Lacombe (D) | Montréal Canadiens  |
| 7.  | Phil Goyette (C)     | St. Louis Blues     |
| 8.  | Reg Fleming (D)      | Philadelphia Flyers |
| 9.  | Mike McMahon (D)     | Pittsburgh Penguins |
| 10. | Skip Krake (C)       | Los Angeles Kings   |
| 11. | Jean-Guy Lagace (D)  | Pittsburgh Penguins |
| 12. | Craig Cameron (RW)   | St. Louis Blues     |
| 13. | Chris Evans (V)      | Toronto Maple Leafs |
| 14. | Doug Barrie (D)      | Pittsburgh Penguins |
| 15. | Gerry Meehan (LW)    | Philadelphia Flyers |
| 16. | Paul Terbenche (D)   | Chicago Black Hawks |
| 17. | Brian Perry (LW)     | Oakland Seals       |
| 18. | Howie Menard (C)     | Oakland Seals       |
| 19. | Rocky Farr (G)       | Montréal Canadiens  |
| 20. | Gary Edwards (G)     | St. Louis Blues     |

### Drafts der Vancouver Canucks
| Nr. | Spieler               | Ehemaliges Team       |
| --- | --------------------- | --------------------- |
| 1.  | Gary Doak (D)         | Boston Bruins         |
| 2.  | Orland Kurtenbach (C) | New York Rangers      |
| 3.  | Ray Cullen (C)        | Minnesota North Stars |
| 4.  | Pat Quinn (D)         | Toronto Maple Leafs   |
| 5.  | Rosaire Paiement (C)  | Philadelphia Flyers   |
| 6.  | Darryl Sly (D)        | Minnesota North Stars |
| 7.  | Jim Wiste (C)         | Chicago Black Hawks   |
| 8.  | Danny Johnson (C)     | Toronto Maple Leafs   |
| 9.  | Barry Wilkins (D)     | Boston Bruins         |
| 10. | Ralph Stewart (C)     | St. Louis Blues       |
| 11. | Mike Corrigan (LW)    | Los Angeles Kings     |
| 12. | Wayne Maki (LW)       | St. Louis Blues       |
| 13. | Ed Hatoum (RW)        | Detroit Red Wings     |
| 14. | Poul Popiel (D)       | Detroit Red Wings     |
| 15. | Ron Ward (D)          | Toronto Maple Leafs   |
| 16. | John Schella (D)      | Montréal Canadiens    |
| 17. | Bob Dillabough (C)    | Oakliand Seals        |
| 18. | Garth Rizzuto (C)     | Chicago Black Hawks   |
| 19. | Dunc Wilson (G)       | Philadelphia Flyers   |
| 20. | Charlie Hodge (G)     | Oakland Seals         |

## Aktivitäten nach dem Expansion Draft

### Transfers
- Tom Webster wurde am 10. Juni 1970 im Tausch für Roger Crozier an die Detroit Red Wings abgegeben.
- Craig Cameron wurde am 2. Oktober 1970 im Tausch für Ron Anderson an die St. Louis Blues abgegeben.
- Howie Menard wurde im Oktober 1970 an die California Golden Seals verkauft.